# 깊은 바다
《깊은 바다》는 KBS 2TV에서 1996년 11월 3일에 방영된 드라마게임이다.
한편, 문영남 작가와 표민수 PD의 인연으로 한진희, 최수종, 이지은 등이 우정출연하기도 했다.

## 줄거리
자동차 회사 대리인 민수는 어머니가 위독하다는 연락을 받고 아침 일찍 첫 비행기로 고향 속초로 가지만, 위독하다던 어머니는 뜻밖에도 건강한 모습으로 마중나온다. 민수는 안도감보다는 짜증이 앞서는데, 어머니는 늘 민수가 보고싶을 때마다 이런 식으로 불러냈기 때문이다. 하지만 얼마 뒤 어머니가 정말로 돌아가신다.

## 등장 인물

### 주요 인물
- 정성모 : 민수 역
- 강부자 : 민수의 어머니 역
- 노영국
- 권병일
- 한경선

### 우정출연
- 한진희 : 민수의 직장상사 부장 역
- 최수종 : 구두닦이 역
- 이지은 : 회사 직원 미스 김 역
- 유호정 : 비행기 승객 역